# 猥談
猥談（わいだん）とは、性に関する淫らな話を指す。
医学、生物、歴史などを語る上で淫らでない性の話は猥談には含まれない。実体験、フィクション、小噺、ジョーク、雑談などによる淫らな話を猥談と呼ぶ。

## 猥談を用いた例
坂本龍馬の現存する手紙139通の内の一通、姉乙女に宛てた手紙の冒頭は猥談を含んだ一文から始まる。その他にも猥談や自筆のイラストを添えた手紙があり、実際に猥談を用いていたことが分かる。（『史伝坂本龍馬』著者：山村竜也　より）
現在でも猥談をコンセプトとする飲食店、体験談集など、猥談を楽しむ人同士による場所、コンテンツが存在する。

## セクシャルハラスメントに該当する例
猥談のセクシャルハラスメントの定義
猥談を持ちかけられた者が不快と感じた場合は、性別に関わらずセクシャルハラスメントに該当する。（セクシャルハラスメントの定義は厚労省の男女雇用機会均等法より）
セクシャルハラスメントに該当する猥談の例とは、相手の快・不快の十分な確認がないまま一方的に淫らな話を聞かせる場合、猥談への参加を強要した場合などによって、相手が不快感を覚えた場合である。
加害側視点のセクハラに気付かない猥談の例
まだ親しくない部下と打ち解けたい上司が、笑ってもらえる自信のある性体験を話すも、部下は上司に気を遣って不快感を隠して相槌を打ち、上司は打ち解けたのだと安堵し猥談を過激化させる。
女性同士ならセクハラに該当しないと思い、女性の集まりで性体験を面白おかしく話したが、一人が不快の色を見せたため苛立ち、空気の読めない彼女に代わって「清純ぶる女ってつまらない」と笑って場を盛り上げてあげた。
誘導してあげないと猥談や性好意がし難いだろうし、照れ笑いする様が可愛い。初恋の話しから徐々に猥談へ移行し、一挙一動を性に結び付けるジョークで笑いを取った。相手はトラブルを避けるため愛想笑いを続け、逃げるタイミングを探していた。
罰則
2018年時点、セクシャルハラスメントに対し刑事罰・民事救済のある国・地域は120、両方ともない国は69か国（日本は両方ともない）。

## 猥談への嫌悪
厚労省の調査によると性交渉に無関心・嫌悪感を抱く者の割合は年々上昇傾向にあり、2010年では16歳から49歳の男女約1,500人のうち、男性17.7%（2008年は10.4%）、女性48.4%（2008年は37.0%）が性交渉に無関心または嫌悪感を抱いているという。
性を嫌うことを性嫌悪と呼び、性嫌悪により対人関係に問題が生じる場合、DSM（アメリカ精神医学会「精神障害の診断と統計的手引き」）や国際疾病分類 (ICD) では性嫌悪障害と呼び、精神障害として扱われている。